# 54e cérémonie des Tony Awards
La 54e cérémonie des Tony Awards a eu lieu le 4 juin 2000 au Radio City Music Hall de New York et fut retransmise sur CBS. La remise des dix premiers prix a été également été retransmise à la télévision sur PBS. La cérémonie récompensait les productions de Broadway en cours pendant la saison 1999-2000.

## Cérémonie
La cérémonie était présentée par Rosie O'Donnell pour la troisième fois (1997, 1998 et 2000). Elle fut accompagnée par Nathan Lane. La cérémonie s'est déroulée dans le Radio City Music Hall (Salle utilisée depuis 1997).

### Prestations
La soirée fut ouverte avec le numéro "A Tony Opening", interprété par Rosie O'Donnell, Jane Krakowski, Jesse L. Martin et Megan Mullally.
Au cours de la soirée, les troupes de comédies musicales se sont produites comme celle de Contact, représentée par Boyd Gaines et les "filles en robes jaune", Deborah Yates; Kiss Me, Kate avec le titre "Too Darn Hot"; Jesus Christ Superstar avec "Superstar" et "Gethsemane"; The Music Man, représenté par Craig Bierko sur le titre "Seventy-Six Trombones" ; la troupe de The Wild Party avec Mandy Patinkin, Eartha Kitt et Toni Collette présentèrent un medley, tout comme la troupe de Swing! avec Ann Hampton Callaway et Laura Benanti. Enfin la troupe de James Joyce's The Dead interpréta "Parnell's Plight".

## Palmarès
| Meilleure pièce | Meilleure comédie musicale |
| --- | --- |
| - Copenhague – Michael Frayn - Dirty Blonde – Claudia Shear - The Ride Down Mt. Morgan – Arthur Miller - True West – Sam Shepard | - Contact - James Joyce's The Dead - Swing! - The Wild Party |
| Meilleure reprise d'une pièce | Meilleure reprise d'une comédie musicale |
| - The Real Thing - Amadeus - Une lune pour les déshérités - The Price | - Kiss Me, Kate - Jesus Christ Superstar - The Music Man - Tango Argentino |
| Meilleur acteur dans une pièce | Meilleure actrice dans une pièce |
| - Stephen Dillane – The Real Thing dans le rôle d'Henry - Gabriel Byrne – Une lune pour les déshérités dans le rôle de James Tyrone, Sr. - Philip Seymour Hoffman – True West dans le rôle d'Austin (en alternance avec Lee) - John C. Reilly – True West dans le rôle de Lee (en alternance avec Austin) - David Suchet – Amadeus dans le rôle d'Antonio Salieri | - Jennifer Ehle – The Real Thing dans le rôle d'Annie - Jayne Atkinson – The Rainmaker dans le rôle de Lizzie Curry - Rosemary Harris – Waiting in the Wings dans le rôle de May Davenport - Cherry Jones – Une lune pour les déshérités dans le rôle de Josie Hogan - Claudia Shear – Dirty Blonde dans le rôle de Jo/Mae West |
| Meilleur acteur dans une comédie musicale | Meilleure actrice dans une comédie musicale |
| - Brian Stokes Mitchell – Kiss Me, Kate dans le rôle de Fred Graham/Petruchio - Craig Bierko – The Music Man dans le rôle d'Harold Hill - George Hearn – Putting It Together dans le rôle du mari - Mandy Patinkin – The Wild Party dans le rôle de Burrs - Christopher Walken – James Joyce's The Dead dans le rôle de Gabriel Conroy                            | - Heather Headley – Aïda dans le rôle d'Aïda - Toni Collette – The Wild Party dans le rôle de Queenie - Rebecca Luker – The Music Man dans le rôle de Marian Paroo - Marin Mazzie – Kiss Me, Kate dans le rôle de Lilli Vanessi/Katherine - Audra McDonald – Marie Christine dans le rôle de Marie Christine L'Adrese           |
| Meilleur acteur de second rôle dans une pièce | Meilleure actrice de second rôle dans une pièce |
| - Roy Dotrice – Une lune pour les déshérités dans le rôle de Phil Hogan - Kevin Chamberlin – Dirty Blonde dans le rôle de plusieurs personnages - Daniel Davis – Wrong Mountain dans le rôle de Maurice Montesor - Derek Smith – L'Oiseau vert dans le rôle de Tartaglia - Bob Stillman – Dirty Blonde dans le rôle de plusieurs personnages                      | - Blair Brown – Copenhague dans le rôle de Margrethe Bohr - Frances Conroy – The Ride Down Mt. Morgan dans le rôle de Theo - Amy Ryan – Oncle Vania dans le rôle de Sofya Alexandrovna - Helen Stenborg – Waiting in the Wings dans le rôle de Sarita Myrtle - Sarah Woodward – The Real Thing dans le rôle de Charlotte        |
| Meilleur acteur de second rôle dans une comédie musicale | Meilleure actrice de second rôle dans une comédie musicale |
| - Boyd Gaines – Contact dans le rôle de Michael Wiley - Michael Berresse – Kiss Me, Kate dans le rôle de Bill Calhoun/Lucentio - Stephen Spinella – James Joyce's The Dead dans le rôle de Freddy Malins - Lee Wilkof – Kiss Me, Kate dans le rôle de First Man - Michael Mulheren – Kiss Me, Kate dans le rôle du deuxième homme                                 | - Karen Ziemba – Contact dans le rôle de la femme - Laura Benanti – Swing! dans le rôle de plusieurs personnages - Ann Hampton Callaway – Swing! dans le rôle de plusieurs personnages - Eartha Kitt – The Wild Party dans le rôle de Dolores - Deborah Yates – Contact dans le rôle d'une "fille en robe jaune"/Gina Minetti   |
| Meilleur livret de comédie musicale | Meilleure partition originale |
| - Richard Nelson – James Joyce's The Dead - John Weidman – Contact - Michael John LaChiusa – Marie Christine - Michael John LaChiusa et George C. Wolfe – The Wild Party | - Aïda – Elton John (musique et paroles) et Tim Rice (paroles) - James Joyce's The Dead – Shaun Davey (musique et paroles) et Richard Nelson (paroles) - Marie Christine – Michael John LaChiusa (musique et paroles) - The Wild Party – Michael John LaChiusa (musique et paroles)                                             |
| Meilleurs décors | Meilleurs costumes |
| - Bob Crowley – Aïda - Thomas Lynch – The Music Man - Robin Wagner – Kiss Me, Kate - Tony Walton – Oncle Vania | - Martin Pakledinaz – Kiss Me, Kate - Bob Crowley – Aïda - Constance Hoffman – L'Oiseau vert - William Ivey Long – The Music Man |
| Meilleures lumières | Meilleure orchestration |
| - Natasha Katz – Aïda - Jules Fisher et Peggy Eisenhauer – The Wild Party - Jules Fisher et Peggy Eisenhauer – Marie Christine - Peter Kaczorowski – Kiss Me, Kate | - Don Sebesky – Kiss Me, Kate - Doug Besterman – The Music Man - Jonathan Tunick – Marie Christine - Harold Wheeler – Swing! |
| Meilleure mise en scène pour une pièce | Meilleure mise en scène pour une comédie musicale |
| - Michael Blakemore – Copenhague - James Lapine – Dirty Blonde - David Leveaux – The Real Thing - Matthew Warchus – True West | - Michael Blakemore – Kiss Me, Kate - Susan Stroman – The Music Man - Susan Stroman – Contact - Lynne Taylor-Corbett – Swing! |
| Meilleure chorégraphie | |
| - Susan Stroman – Contact - Kathleen Marshall – Kiss Me, Kate - Susan Stroman – The Music Man - Lynne Taylor-Corbett – Swing! | |

## Autres récompenses
Le prix Special Tony Award for Lifetime Achievement a été décerné à T. Edward Hambleton, le Special Tony Award For a Live Theatrical Presentation à Dame Edna pour The Royal Tour et le Regional Theatre Tony Award a été décerné au Utah Shakespearean Festival. Le Tony Honors for Excellence in the Theatre a été remis à Eileen Heckart, Sylvia Herscher et au City Center Encores!.